# Niko Dobros
Nikolaos „Niko“ Dobros (* 24. Mai 1993 in Filderstadt) ist ein deutsch-griechischer Fußballspieler.

## Karriere

### Anfänge und FC Ingolstadt II
Dobros wuchs in Nussdorf bei Vaihingen an der Enz auf und spielte in seiner Jugendzeit für den TSV Nussdorf, den VfB Stuttgart, den 1. FC Nürnberg und den FC Ingolstadt 04. Zur Saison 2012/13 stieg er aus der A-Jugend vom FC Ingolstadt in die zweite Mannschaft des Vereins auf. Sein erstes Spiel für die zweite Mannschaft absolvierte er am 28. Juli 2012 bei der Niederlage in der Regionalliga Bayern gegen die Reserve vom 1. FC Nürnberg. In der 67. Minute wurde er für Stanislav Herzel eingewechselt und bereitete in der 89. Minute das Tor von Karl-Heinz Lappe zum 2:4-Endstand vor. Sein erstes von zwei Toren für den FC Ingolstadt 04 II erzielte er am 3. Mai 2014 bei der 2:3-Niederlage gegen den TSV 1860 München II. In der 86. Minute erzielte er die zwischenzeitliche 2:1-Führung. Eine Woche später beim 3:1-Sieg gegen den SV Schalding-Heining erzielte er mit dem Tor zum zwischenzeitlichen 1:1-Ausgleich sein zweites und letztes Tor für die Ingolstädter.

### FC Nöttingen
Nach zwei Spielzeiten in der Reserve vom FC Ingolstadt 04 verließ er die Mannschaft und wechselte zum FC Nöttingen in die Regionalliga Südwest. Sein erstes Ligaspiel für den neuen Verein absolvierte er am 2. August 2014. Bei der 1:4-Niederlage gegen die SV Elversberg stand er die gesamten 90. Minuten auf dem Feld. Sein erstes Ligator erzielte er am 18. Oktober 2014 beim Sieg gegen Wormatia Worms. Er erzielte mit seinen Tor in der ersten Minute der Nachspielzeit der zweiten Halbzeit den 2:1-Endstand. Beim 1:0-Sieg gegen den FK Pirmasens am 18. April 2015 absolvierte er sein 50. Ligaspiel in einer Regionalliga.

### Kickers Offenbach
Zur Saison 2016/17 wechselte er zum Ligakonkurrenten Kickers Offenbach und debütierte am 31. Juli 2015 beim 2:2-Unentschieden gegen den KSV Hessen Kassel. Von Trainer Rico Schmitt wurde er in der 90. Minute für Fabian Bäcker eingewechselt. Am 15. August 2015 erzielte er in seinen dritten Ligaspiel sein erstes Ligator. In der 84. Minute mit dem Tor zum 5:1 für die Kickers setzte er den Schlusspunkt im Spiel gegen die Reserve vom SC Freiburg.  Sein 10. und letztes Ligator erzielte am 28. Februar 2016 beim Rückspiel gegen die Freiburger Reserve. Bei dem Sieg erzielte er in der 79. Minute den 2:1-Endstand. Sein 50. Ligaspiel in der Regionalliga Südwest absolvierte er am 4. März 2016 beim torlosen Unentschieden gegen den TSV Steinbach.

### SC Paderborn 07
Nach einer Spielzeit verließ er die Kickers wieder und schloss sich den Zweitliga-Absteiger SC Paderborn 07 an. Sein Ligadebüt für den neuen Verein in der 3. Liga und damit sein Profidebüt gab er am 29. Juli 2016 beim Spiel gegen den MSV Duisburg. Bei der 1:0-Niederlage wurde er von Trainer René Müller in der 69. Minute für Sebastian Schonlau eingewechselt. Im Januar 2017 wurde er bis Saisonende an den Regionalligisten SV Elversberg ausgeliehen. Nach Saisonende 2016/17 gab der SC Paderborn 07 bekannt, dass der Vertrag einvernehmlich aufgelöst wurde.

### SV 07 Elversberg
Nach nur einem halben Jahr in Paderborn wechselte Dobros weiter zur SV Elversberg in die viertklassige Regionalliga Südwest. In 13 Spielen der Rückrunde schoss er zwei Tore und qualifizierte sich mit der Mannschaft als Tabellenerster für die Aufstiegsrelegation zur 3. Liga. Dabei unterlag er in zwei Spielen der SpVgg Unterhaching mit 0:3 und 2:2. Im Rückspiel erzielte er den zwischenzeitlichen Anschlusstreffer zum 1:2 für die SVE.

### F91 Düdelingen
Nach dem verpassen Aufstieg in die 3. Liga mit Elversberg unterschrieb er Anfang Juli 2017 einen Vertrag über drei Jahre beim luxemburgischen Meister und Pokalsieger F91 Düdelingen in der BGL Ligue. Hier konnte er in der ersten Saison gleich die Luxemburgische Meisterschaft gewinnen. Dobros wurde in sieben Saisonspielen eingesetzt und erzielte dabei zwei Tore. Auch in einem Spiel der Champions-League-Qualifikation gegen APOEL Nikosia kam er zum Einsatz. Nach enttäuschenden sieben Saisoneinsätzen (2 Tore) wurde sein Vertrag nach nur einem Jahr wieder aufgelöst.

### Wormatia Worms
Im August 2018 schloss sich Dobros Wormatia Worms in der Regionalliga Südwest an. Sein Vertrag läuft bis zum 30. Juni 2019. In der Saison 2018/19 absolvierte er 20 Regionalligaspiele und erzielte zwei Tore. Außerdem kommt er viermal im Südwestpokal zum Einsatz.

### VfR Aalen
Nach dem Abstieg mit Wormatia Worms aus der Regionalliga, verlängerte er seinen auslaufenden Vertrag nicht und wechselte zur Saison 2019/20 zum VfR Aalen, der gerade von der 3. Liga in die Regionalliga Südwest abgestiegen war. Für Aalen absolviert er 20 Regionalligaspiele und erzielt vier Tore.

### Stuttgarter Kickers
Nach dem coronabedingten Saisonabbruch wechselt Dobros im Juli 2020 zu den Stuttgarter Kickers in die Oberliga Baden-Württemberg. Bis zum erneuten Abbruch im folgenden Oktober erzielte er dort in neun Partien insgesamt zwei Treffer. Im Badischen Pokal erreichte er mit der Mannschaft das Halbfinale gegen den TSG Balingen, welches man mit 1:2 verlor.

### FC Nöttingen
Im Sommer 2021 schloss er sich dann erneut dem Ligarivalen FC Nöttingen an und erzielte in der folgenden Spielzeit in 35 Ligaspielen ganze 25 Tore und erreichte mit dem Verein den 7. Platz in der Oberliga. Auch in den beiden folgenden Spielzeiten konnte er mit 15 (2022/23) beziehungsweise 13 Toren (2023/24) in der Liga jeweils eine zweistellige Trefferzahl erreichen.

### FSV Bissingen
Nach drei Jahren in Nöttingen wechselte er im Sommer 2024 innerhalb der Oberliga zum FSV 08 Bietigheim-Bissingen.

## Erfolge
- Badischer Pokalsieger: 2015
- Hessenpokalsieger: 2016
- Westfalenpokalsieger: 2017
- Luxemburgischer Meister: 2018